# Confessions of a Dangerous Mind
Confessions of a Dangerous Mind er en amerikansk surrealistisk biografisk film fra 2002 instrueret af George Clooney, produceret af Steven Soderbergh, Harvey Weinstein, Bob Weinstein, og skrevet af Charlie Kaufman. Filmen er baseret på tv-vært Chuck Barris' selvbiografi af samme navn. Confessions of a Dangerous Mind er George Clooneys debut som instruktør.
Filmen blev godt modtaget af anmelderne og hovedrolleindehaveren Sam Rockwell vandt da også Sølvbjørnen i Berlin for bedste skuespiller. Dette til trods blev Confessions of a Dangerous Mind ikke nogen biografsucces og tjente sig kun knap ind med et budget på tredive millioner dollars og en indtjening på treogtredive millioner.

## Medvirkende
- Sam Rockwell
- Drew Barrymore
- George Clooney
- Julia Roberts
- Rutger Hauer
- Jerry Weintraub
- Robert John Burke
- Michael Ensign
- Maggie Gyllenhaal
- Richard Kind

## Modtagelse
Confessions of a Dangerous Mind fik en god modtagelse af anmelderne, bl.a. på Rotten Tomatoes er konsensus: "Rockwell is spot-on as Barris, and Clooney directs with entertaining style and flair", med en friskhedsprocent på 78%.

### Priser og nomineringer
- Filmfestivalen i Berlin (uddelt 2003)
  - Sølvbjørnen for bedste skuespiller (Sam Rockwell), vandt
  - Guldbjørnen for bedste film (George Clooney), nomineret

- Critics Choice Award (uddelt 2003)
  - Bedste manuskriptforfatter (Charlie Kaufman), vandt